# Мої думки тихі 2
«Мої думки тихі 2» — сиквел трагікомедії 2019 року «Мої думки тихі» українського режисера Антоніо Лукіча.
Знімання сиквелу тримали у таємниці. Презентація першого трейлеру відбулася під час пресконференції в УНІАН 1 квітня 2021 року. Для визначення дати виходу фільму використовується фраза «швидко, наскільки можливо». З урахуванням того, що стрічку анонсували у День сміху, припускають, що знімання сиквелу — першоквітневий жарт.

## Сюжет
Після того, як операція «рахівський крижень» стала для звукорежисера-фрилансера Вадима (Андрій Лідаговський) подорожжю до самого себе, хлопець зустрічає своє кохання: у нього з'являється дівчина (Кароліна Мруга). Продовженням стосунків та серйозних намірів для закоханих стає квартира у столичній новобудові. Але перед парою постає випробування не тільки побутом — з Бельгії до Києва на лікування зубів приїжджає мама Вадима (Ірма Вітовська-Ванца). Нові обставини життя сина мати сприймає неоднозначно. Тема зі стосунками мами й сина доповнюється класичним конфліктом «свекруха-невістка», а стоматологічний туризм стає приводом для розкриття страшних таємниць…

## У ролях
- Андрій Лідаговський — Вадим Ротт, звукорежисер
- Ірма Вітовська-Ванца — Галина Ротт, мати Вадима
- Кароліна Мруга — Аня, наречена Вадима[2]
- Ксенія Мішина — Ксенія Мішина (епізод)[3]

## Фільмування
Режисер Антоніо Лукіч говорить, що «Перша частина буквально провокувала нас на продовження цієї історії. Ми свідомо не робили кліфхенгерів, але розуміли, що історія може отримати природне продовження. Наш фільм називали «першою смішною українською комедією, а зараз ми хочемо зняти перший хороший український сиквел».
Для роботи над другою частиною фільму була зібрана та сама команда, що працювала і над першим фільмом — режисер-постановник Антоніо Лукіч, продюсер Дмитро Суханов та його компанія «Toy Pictures». Продовження також отримало бельгійських співпродюсерів. 
Фільмування сиквелу проходили у Києві (Хрещатик, Голосіївський парк, Парк слави). Частина сцен мала бути відзнята у Бельгії, проте через закриті кордони та карантинні обмеження цей етап виробництва поставлено на паузу. Наразі стрічка перебуває на стадії постпродукції. На кінотеатральні екрани продовження комедії вийде «скоро, наскільки це можливо», з огляду на карантинні обмеження та пандемію.
Для збереження секретності знімання, знімальна група мала не розголошувати проєкт, а актори масових сцен приходили на роботу у стрічці «Медова фортеця 2» — фільм у фільмі на історичну тематику, на якому нібито працював головний герой «Думок».
Анонс трейлеру, який вийшов на 1 квітня обіцяє «ще більше драми, ще більше жартів про зріст, ще більше глибинних риторичних питань, абстрактні кадри з глибоким символізмом, автоцитати та обережний продактплейсмент». Огляд трейлеру вийшов на каналі «Geek Journal», реакція режисера та головного актора на трейлер — на «Megogo Live», інтерв'ю з творцями — на каналі «Загін Кіноманів». Інформація широко розійшлася медіаресурсами та соціальними мережами.